# HPD Bilo
HPD Bilo je Hrvatsko planinarsko društvo iz Koprivnice, osnovano 8. ožujka 1928. godine koje, uz manje prekide, djeluje sve do danas. 

## Povijest
Iako su planinarske aktivnosti u Koprivnici postojale i prije 1928. godine, skupina mladih planinara i propagatora planinarstva početkom 1928. godine osniva Hrvatsko planinarsko društvo u tadašnjem hotelu Križ u Koprivnici (današnji „Turist“ na Trgu bana Josipa Jelačića) nazvavši ga „Bilo“ po najizrazitijem, iako ne najvišem, vrhu koji se nalazi na zapadnom dijelu Bilogore nedaleko od Koprivnice. 

Osnivači društva:
1. Milivoj Somogji, dipl.iur., gradski vijećnik, predsjednik
2. Vladimir Blašković, profesor na Gimnaziji, tajnik
3. Josip Milhofer, na radu u ljekarni Derenčin, blagajnik
4. Pavao Kuntić, odbornik
5. Ivan Šavor, profesor, abs.ing.šumarstva, odbornik
6. Ivo Klučka, profesor na gimnaziji, nadzorni odbor
7. Vladimir Malančec, odvjetnički perovođa, nadzorni odbor
8. Vinko Vošicki, koprivnički knjižar i štampar, nadzorni odbor
9. Ervin Šalamun
10. Slavko Löwy, arhitekt

Društvo aktivno djeluje sve do kraja 1939. godine, kada prestaje s radom što zbog ekonomske krize, što zbog nadolazećeg Drugog svjetskog rata. U tom predratnom periodu osim sekcije planinarskih izleta u društvu je bila dosta aktivna i ski sekcija. 
Odmah poslije završetka Drugog svjetskog rata bilo je nekoliko pokušaja da se u Koprivnici ponovo obnovi planinarska djelatnost. To je uspjelo Osnivačkom odboru koji je s datumom 16. lipnja 1950. skupio preko šezdeset potpisa prijatelja prirode i planinara iz Koprivnice i njene okolice. Na čelu tog odbora našlo se i par aktivnih prijeratnih planinara: Stanko Šafar, Vilko Igrić te ing. Ante Kvaternik. Uz suglasnost tadašnjeg Planinarskog saveza Hrvatske dana 27. lipnja 1950. održana je osnivačka skupština Planinarskog društva u prostorijama Kotarskog sindikalnog vijeća (današnje sjedište Hrvatske pošte d.d. PS Koprivnica na Florijanskom trgu). Prijedlog da se društvo i nadalje zove 
„Bilo“ jednoglasno je prihvaćen i usvojen. U siječnju 1951. ponovno je osnovana i ski-sekcija. U toku 1953. pokreće se izgradnja planinarske kuće na obroncima Bilogore, zapravo adaptacija postojeće kleti dr.med. Stanka Sulimanovića. Međutim, od dobre volje i ideje dalje se nije krenulo zbog nedostatka novca za kupnju materijala i adaptaciju. Te 1953. markiran je put od željezničke stanice Lepavina preko Velikog Poganca i Apatovca do Kalnika. U narednih par godina društvo stagnira i smanjuje svoje aktivnosti te 1958. prestaje s radom. 

Za ponovno oživljavanje planinarskog društva u Koprivnici krajem 1973. valja zahvaliti na inicijativi i zalaganju ing. Ante Kvaternika koji uz podršku nekoliko mladih ljudi i nekadašnjih članova „Bila“ osniva Inicijativni odbor za ponovnu obnovu rada i djelovanja Društva te je 18. studenog 1973. u prostoriji Šumskog gospodarstva Koprivnica (današnje „Hrvatske šume“ Šumarija Koprivnica u ulici Ivana Meštrovića) održana osnivačka skupština za obnovu Planinarskog društva u Koprivnici na kojoj je između ostalog prihvaćen prijedlog da naziv Društva ostane „Bilo“. 
Od Šumarije Koprivnica prema ugovoru „Bilo“ dobiva na upotrebu bivšu vojnu zgradu na visinskoj točki zvanoj Pesek (293 m), smještenu na Vincekovoj humki iznad sela Podravska Subotica. Službena primopredaja objekta bila je 21. veljače 1975. Dobrovoljnim radom samih planinara te uz pomoć radnih organizacija, Skupštine općine Koprivnica i pojedinih građana objekt i tri prostorije osposobljene su i namještene za smještaj izletnika i planinara, te je službeno svečano otvorenje planinarske kuće „Pesek“ održano 25. rujna 1975. Rad „Bila“ u tom periodu je vrlo živnuo uz zamjetni porast broja članova. 29. studenog 1975. na najvišem vrhu Bilogore, visinskoj točki 309 m, postavljena je mala kamena piramida sa spomen-pločom. Vrh je prozvan „Ivinin vrh“ po predratnom aktivnom članu Bila, Koprivničancu prof. Ivini-Ivi Hiršlu. On je kao Židov i napredni intelektualac nestao u logoru 1941. Do tog datuma se službeno netočno vodio kao najizrazitiji vrh Bilogore kota Bilo 294 m.   

Tijekom 1976. skupina članova trasira i markira novi planinarski put od sela Podravska Subotica preko planinarske kuće Pesek, nadalje preko sjeveroistočnih obronaka Kalničkog gorja i obronaka zapadne Bilogore te preko „Ivininog vrha“ sve do rudarskog naselja Glogovac. 7. studenog 1976. povodom 35. obljetnice narodnog ustanka i 33. obljetnice prvog oslobođenja Koprivnice uz 600 planinara iz cijele Hrvatske otvoren je planinarski put koji je nazvan „Koprivnički planinarski put“ (KPP). Narednih godina su pojedine dionice trase KPP-a u više navrata neznatno mijenjane, ali osnovna kontura ostala je ista. 
Početkom mjeseca ožujka 1979. „Bilo“ je moralo napustiti planinarsku kuću „Pesek“ jer je ona kao vojni objekt bila privremeno dana na upotrebu Društvu. Zahvaljujući razumijevanju uprave Šumskog gospodarstva Koprivnice, „Bilu“ je dodijeljena na upotrebu drvena šumska baraka malo južnije od kuće „Pesek“ u predjelu zvanom Vincekova humka. Šumska baraka dobiva naziv planinarsko sklonište „Pesek“. 

6. studenog 1982. izvršeno je bratimljenje i potpisivanje povelje u Koprivnici između PD-a „Domžale“ iz Domžala u Sloveniji i PD-a „Bilo“ čija suradnja traje i danas. Povelju o planinarskoj suradnji potpisali su predsjednik PD-a „Domžale“ Maks Prelovšek, a u ime PD-a „Bilo“ predsjednik dr. Milivoj Kovačić. 

4. travnja 1992. na redovnoj godišnjoj skupštini usvojen je prijedlog da se društvu povrati naziv Hrvatsko planinarsko društvo „Bilo“ te da se najviši vrh Bilogore preimenuje i nazove „Stankov vrh“ po zaslužnom koprivničkom i hrvatskom planinaru, dugogodišnjem tajniku i predsjedniku društva, Stanku Šafaru. Također je dosadašnji naziv planinarskog skloništa „Pesek“ preimenovan u Planinarsko sklonište „Rudi Jurić“ po zaslužnom dugogodišnjem planinaru,  voditelju koprivničkih izviđača i voditelju društvene administracije „Bila“. Nova spomen-ploča na vrhu Bilogore postavljena je 29. travnja 1992. Sastanci članstva u društvenim prostorijama kroz povijest odvijali su se na različitim lokacijama zbog raznih okolnosti. Konačno je 1992. dobivena prostorija koja se i danas koristi. Naime, zbog rušenja zgrade RO „Sloga“ kod Gradske tržnice, gdje su se unatrag nekoliko godina nalazile društvene prostorije Bila, Društvo se tijekom 1992. preselilo u podrum zgrade „Hrvatskih šuma“ Šumarije Koprivnica u Ulici Augusta Šenoe 1, koji prostor je ustupljen društvu bez naknade i u tom prostoru se nadalje održavaju sastanci i druge aktivnosti društva. 
U toku 1996. jedna se skupina članova „Bila“ odlučila odvojiti od matičnog društva i osnovati novo, odnosno još jedno planinarsko društvo u gradu pod imenom „Pevec“ na čelu s Damirom Srednoselcom i Vladimirom Bunićom, koje djeluje i danas.
Od 2003. godine „Bilo“ se aktivno uključuje u program Europskog tjedna kretanja u organizaciji grada Koprivnice.
Od 2003. „Bilo“ započinje obaviještavati članstvo i javnost putem internetskih stranica. Web stranicu postavlja Ivan Pavlović, ali ta stranica nakon postavljanja nije bila ažurirana niti sadrži nove podatke o „Bilu“. Od svibnja 2006. započinje redovno obavještavanje članstva putem elektronske pošte koju šalje tajnica „Bila“ Antonija Genc svim članovima koji imaju pristup e-mailu. Od srpnja 2006. počinje s radom novi suradnički web sustav Hrvatskog planinarskog saveza na kojem su postavljene osnovne informacije o „Bilu“ koje nadopunjuje i održava također Antonija Genc, od 2008. uz pripomoć i Borisa Majerusa. 
U siječnju 2010., Renata Škoro i Mario Blatarić na prijedlog Mladena Pandurića, postavljaju službenu web stranicu društva (www.hpd-bilo.hr) s administratorom Antonija Genc. Nova web stranica se gotovo svakodnevno ažurira i na kvalitetan način obaviještava članstvo te sve zainteresirane zaljubljenike u planine o proteklim i planiranim akcijama, programima pojedinih izleta te propagira planinarstvo u Koprivnici i šire.
Na Izbornoj skupštini društva 7. ožujka 2010. promoviran je novi časopis „Bilo“ kao slijednik časopisa „Bilogorski planinar“ koji je naprekidno izlazio 20 godina u izdanju HPD „Bilo“. 
 
Detaljniju povijest društva možete pronaći u knjizi dr. Milivoja Kovačića "HPD 'Bilo' u Koprivnici, 1928. – 2008".

Prema službenim dostupnim podacima u 2012. godini Društvo je imalo ukupno 374 člana: 261 seniora i 113 mladeži (od toga je 88 učenika u Sekcijama osnovnih škola „Sokolovac“ i „Đuro Ester“). Od 2011. svake godine se u Društvu organizirana Opća planinarska škola za seniore pod organizacijom Ivane Kolar, potpredsjednice Društva. 2011. službeno je obilježena 35. godišnjica otvaranja Koprivničkog planinarskog puta, a 2012. jubilarna 20. Planinarska kestenijada. 2013. u znaku je obilježavanja 85 godina od osnutka Društva. Od 2002. godine predsjednik društva je Ivica Kušek. 

## Planinarsko sklonište Rudi Jurić
Planinarsko sklonište "Rudi Jurić" na Pesku (295 m) nalazi se u šumskom području Vincekova humka na Dugom brdu, najistočnijem obronku Kalnika. Nazvana je po zaslužnom članu HPD-a „Bilo“, dugogodišnjem planinaru, voditelju koprivničkih izviđača i voditelju društvene administracije „Bila“. Blagovaonica ima klupe i stolove za tridesetak gostiju. Uz planinarsko sklonište „Rudi Jurić“,  kojom upravlja i održava HPD „Bilo“, prolazi Koprivnički planinarski put, a jedna je od kontrolnih točaka obilaznice Hrvatske planinarske kuće koju izdaje HPD Željezničar, Zagreb. HPD „Bilo“ svake godine prve subote u listopadu kod nje organizira Planinarsku kestenijadu. Pristup do kuće je moguć pješice, biciklom i autom. Kuća je otvorena po dogovoru, odnosno od ožujka do listopada svake prve nedjelje u mjesecu. 
 GPS koordinate: N46 10.226 E16 43.673

## Sekcije društva
U sklopu Društva djeluju: Sekcija za izlete koju sačinjavaju 10 licenciranih vodiča A standarda te iskusni planinari, Sekcija za visokogorsko planinarenje koju vodi vodič A i D standarda, Sekcija mladeži OŠ „Đuro Ester“, Sekcija mladeži OŠ Sokolovac te markacisti. 

## Koprivnički planinarski put
Tijekom 1976. trasiran je i markiran planinarski put od sela Podravska Subotica preko sjeveroistočnih obronaka Kalničkog gorja i obronaka zapadne Bilogore te preko „Ivininog vrha“ sve do naselja Glogovac. 7. studenog 1976. službeno je otvoren planinarski put koji je nazvan „Koprivnički planinarski put“ (KPP). Narednih godina su pojedine dionice trase KPP-a u više navrata malo korigirane, ali osnovna kontura ostala je ista. Koprivnički planinarski put (KPP) dug je 40 km i vrijeme potrebno za obilazak iznosi 9 sati te povezuje dva gorja: istočne obronke Kalnika i zapadne obronke Bilogore uključujući i najviši vrh Bilogore „Stankov vrh“ 309 m. Detaljno je opisan u Dnevniku KPP-a (zadnje izdanje 2004. godine) u kojem su označene kontrolne točke koje planinar treba obići i utisnuti njihov žig kako bi dobio prigodnu značku. Do sada je izdano ukupno 6 izdanja Dnevnika KPP-a. 

Kontrolne točke KPP-a
1. Podravska Subotica
2. Crna gora (295 m)
3. Podravkin rekreacijski centar
4. Bilo (294 m)
5. Stankov vrh (309 m)
6. Glogovac

## Visokogorsko planinarenje
Sekcija za visokogorsko planinarenje osnovana u travnju 2009. na prijedlog vodiča Mladena Pandurića koji živi i radi u Austriji od 1991. godine, iako se dio članova i prije tog datuma bavio obilaskom visokih planina.  Posebno je značajan uspon 2011. na najviši vrh Europe Mont Blanc 4811 m u kojem su sudjelovala 4 planinara visokogorca. Najvišu osvojenu visinu nosi član društva Josip Kanižaj koji je 2005. osvojio najviši vrh Afrike (Uhuru Peak 5895 m) u Keniji na Kilimandžaru u organizaciji PD-a „Borik“ iz Đurđevca.

## Planinarska kestenijada
Planinarska kestenijada u koprivničkom kraju održava se od 1993. kada se nekoliko članova HPD „Bilo“ iz Koprivnice i PD „Bilogora“ iz Bjelovara okupilo početkom listopada nakon obilaska KPP-a na druženju i pečenju kestena. Od 1996. pa do 2002. Kestenijadu samostalno organizira HPD „Pevec“ iz Koprivnice. Od 2003. pa sve do 2008. kestenijadu su zajednički organizirala koprivnička planinarska društva „Bilo“ i „Pevec“, no zbog određenih promjena u radu HPD „Pevec“, a od 17. planinaske kestenijade samostalno je organiziraju članovi HPD-a „Bilo“. 

Od početaka do sada, planinarska je Kestenijada prerasla u tradicionalnu manifestaciju koja se svake godine oglašava i u kalendaru događanja Hrvatskog planinarskog saveza te u Koprivničkom vodiču Turističke zajednice. Svake godine kestenijadu posjećuje sve više planinara članova mnogih planinarskih društava iz cijele Hrvatske, Slovenije, Mađarske, Austrije, kao i građanstvo Koprivnice i okolice. Okupljanje je uvijek prve subote u mjesecu listopadu, a do 2012. održano je ukupno 20 Planinarskih kestenijada. 

## Planinarski časopis Bilo
Krajem 1977. PD „Bilo“ od PD „Ravna gora“ iz Varaždina preuzima uređivanje i izdavanje planinarskog časopisa „Planinar“. Časopis „Planinar“ početkom 1980. nakon 7 brojeva mijenja naziv u „Bilogorski planinar“ i godišnje izlazi u tri, u kasnijim godinama u 2 broja. Zbog nepovoljnih ekonomskih prilika u studenom 1997. nakon dvadeset godina neprekidnog izlaženja izašao je zadnji 44 broj „Bilogorskog planinara“. 
 
Na Izbornoj skupštini društva 7. ožujka 2010. promoviran je novi časopis „Bilo“ kao slijednik časopisa „Bilogorski planinar“ koji je naprekidno izlazio 20 godina u izdanju HPD „Bilo“. Časopis izlazi kao godišnjak početkom godine na 70-ak stranica u boji i dijeli se besplatno članovima Društva, a obrađuje teme iz aktivnosti HPD-a „Bilo“ te planinarstva općenito.

## Počasni doživotni predsjednik društva
Zbog svojih izuzetnih zasluga za razvoj „Bila“ i planinarstva Koprivnice i okolice u cjelini, dr. Milivoj Kovačić je 1999. godine proglašen doživotnim počasnim predsjednikom društva. Dr. Kovačić je liječnik, specijalist opće medicine u mirovini i publicist. Od najranije mladosti bavi se planinarstvom, te je dugogodišnji aktivni član „Bila“, a bio je njegov predsjednik u razdoblju od 1975. do 1998. godine.

## Članstvo u savezima
Hrvatski planinarski savez
HPD „Bilo“ je član Hrvatskog planinarskog saveza (HPS) u koji je učlanjeno preko 220 planinarskih društava i klubova. HPS preko svojih organa upravljanja i komisija djeluje na zajedničkim interesima članstva na mnogim područjima: od izdavanja članskog materijala, osiguranja članova, školovanja kadrova, izdavanja časopisa, vodiča, karata i sl., GSS-a, speologije, alpinizma i ekspedicija, održavanja planinarskih objekata i planinarskih puteva i dr. 

HPS najboljim aktivistima pojedinih društava članica dodjeljuje priznanja, a jednom godišnje proglašavaju se najbolji dosezi društava i pojedinaca u različitim područjima djelovanja planinarske organizacije i planinarstva.
Zajednica športskih udruga grada Koprivnice
HPD „Bilo“ je član Zajednice športskih udruga grada Koprivnice koja okuplja 75. športskih organizacija i klubova na području grada. Zajednica prati rad članica i vrši raspodjelu sredstava iz proračuna grada, upravlja sportskim objektima i svake godine proglašava najbolje sportaše.

## Gorska služba spašavanja u Podravini
Krajem 2012. godine potpisan je Sporazum o djelovanju Hrvatske gorske službe spašavanja (HGSS) na području Koprivničko - križevačke županije. Sporazumom je definirano da će HGSS Stanica Bjelovar svojim djelovanjem pokrivati područje Podravine i Prigorja tako da će na području Koprivničko - križevačke županije ustrojiti Obavještajnu točku koju će opremiti odgovarajućom opremom u bivšoj karauli kod Botova. Samim Sporazumom HGSS Stanica Bjelovar preuzela je obavezu kvalitetnijeg organiziranja, unaprjeđenja i obavljanja djelatnosti spašavanja i zaštite ljudskih života na području Županije.

## Vanjske poveznice
- Službena web stranica HPD Bilo Koprivnica
- Službena web stranica HPS-a
- Službena web stranica HGSS-a  Arhivirana inačica izvorne stranice od 9. kolovoza 2020. (Wayback Machine)
- Službena web stranica Zajednice športskih udruga grada Koprivnice
- Službena web stranica grada Koprivnice
- Službena web stranica TZ grada Koprivnice
- Službena web stranica TZ Koprivničko-križevačke županije  Arhivirana inačica izvorne stranice od 21. lipnja 2012. (Wayback Machine)
- Službena web stranica Koprivničko-križevačke županije
- Službena web stranica Planinskog društva „Domžale“ iz Slovenije  Arhivirana inačica izvorne stranice od 22. lipnja 2013. (Wayback Machine)